# Uredo dianellae
Uredo dianellae är en svampart som beskrevs av Dietel 1898. Uredo dianellae ingår i släktet Uredo, ordningen Pucciniales, klassen Pucciniomycetes, divisionen basidiesvampar och riket svampar. Inga underarter finns listade i Catalogue of Life.